# Chiesa di San Francesco d'Assisi (Vienna)
La Chiesa di San Francesco d'Assisi (in tedesco: Kirche zum heiligen Franz von Assisi) di Vienna, detta anche Chiesa del Giubileo, è un importante luogo di culto cattolico della capitale austriaca. La chiesa è situata presso Mexikoplatz, nel distretto di Leopoldstadt. Amministrata dall'ordine della Santissima Trinità, ospita le messe della comunità cattolica anglofona di Vienna.

## Storia
Nel 1898, in occasione del 50ºanniversario di regno di Francesco Giuseppe, venne bandito un concorso per la costruzione di una chiesa che celebrasse la ricorrenza. A vincere il concorso fu Victor Luntz (1840- 1903). Alla morte di questo, i lavori per la costruzione della chiesa furono affidati ad August Kirstein (1856-1939), che completò l'opera nel 1910, mentre la consacrazione avvenne nel 1913, alla presenza dell'imperatore. I lavori di rifinitura della chiesa vennero invece completati al termine della prima guerra mondiale, nel 1921.
Dal 2009, la chiesa ospita la comunità cattolica viennese di lingua inglese.

## Descrizione
La chiesa si trova nel distretto di Leopoldstadt in Mexikoplatz, non distante dal Reichsbrücke. Quando la chiesa venne consacrata, la piazza antistante era intitolata a Erzherzog-Karl-Platz; la piazza cambiò la sua denominazione nell'attuale nel 1956, per commemorare la protesta del Messico, unico Stato della società delle Nazioni esplicitamente contrario all'Anschluss del 1938. La chiesa è raggiungibile dalle stazioni Vorgartenstraße e Donauinsel della linea U1 della metropolitana di Vienna. La chiesa, di stile neoromanico, si ispira alla Grande Chiesa di San Martino a Colonia, e alla Chiesa della guarnigione di San Martino a Dresda in Germania

### Esterni
La chiesa presenta una struttura a quattro navate piuttosto massiccia in quanto pensata come una chiesa di guarnigione. Le torri in mattoni della chiesa, ricoperte di tegole rosse, sono alte 73 metri, mentre la lunghezza complessiva della chiesa raggiunge i 76 metri.

### La cappella di Elisabetta
La cappella dell'imperatrice Elisabetta (in tedesco: Kaiserin-Elisabeth-Gedächtniskapelle) si trova nella navata di sinistra, accanto al coro. La cappella, alta 13 metri e con un diametro di 10 metri, commemora l'imperatrice Elisabetta di Baviera, anche conosciuta come Sissi, assassinata nel 1898 a Ginevra dall'anarchico italiano Luigi Lucheni. La cappella, la cui costruzione fu promossa da Maria Teresa d'Asburgo-Teschen, è ispirata alla cappella palatina di Aquisgrana e a quella di Palermo e rappresenta una delle più riuscite decorazioni art noveau di Vienna. La cappella è riccamente decorata con marmi e mosaici, il più importante dei quali rappresenta Elisabetta d'Ungheria. Terminata nel 1907, fu ufficialmente consacrata nel 1908 alla presenza dell'imperatore Francesco Giuseppe.
Sulla parete di sud-ovest sono presenti due opere dell'artista frusinate Ettore Gualdini (1931-2010) commissionate dall'Ordine della Santissima Trinità.

### Organo
L'organo della chiesa, realizzato dai fratelli Rieger tra il 1939 e il 1940, fu consacrato dall'arcivescovo di Vienna Theodor Innitzer nel 1940.

## Galleria d'immagini

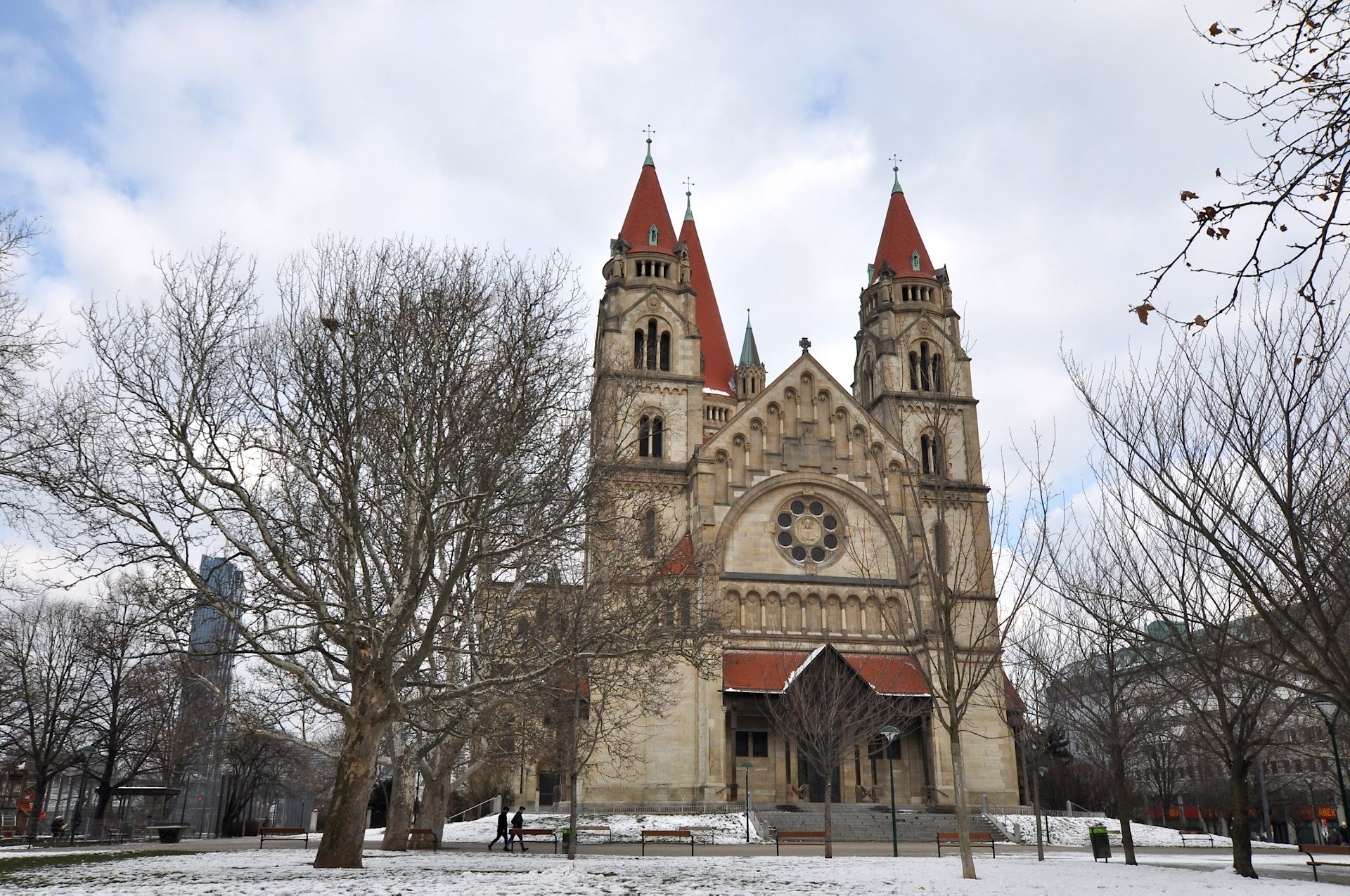
La facciata della chiesa vista dal parco di Mexikoplatz
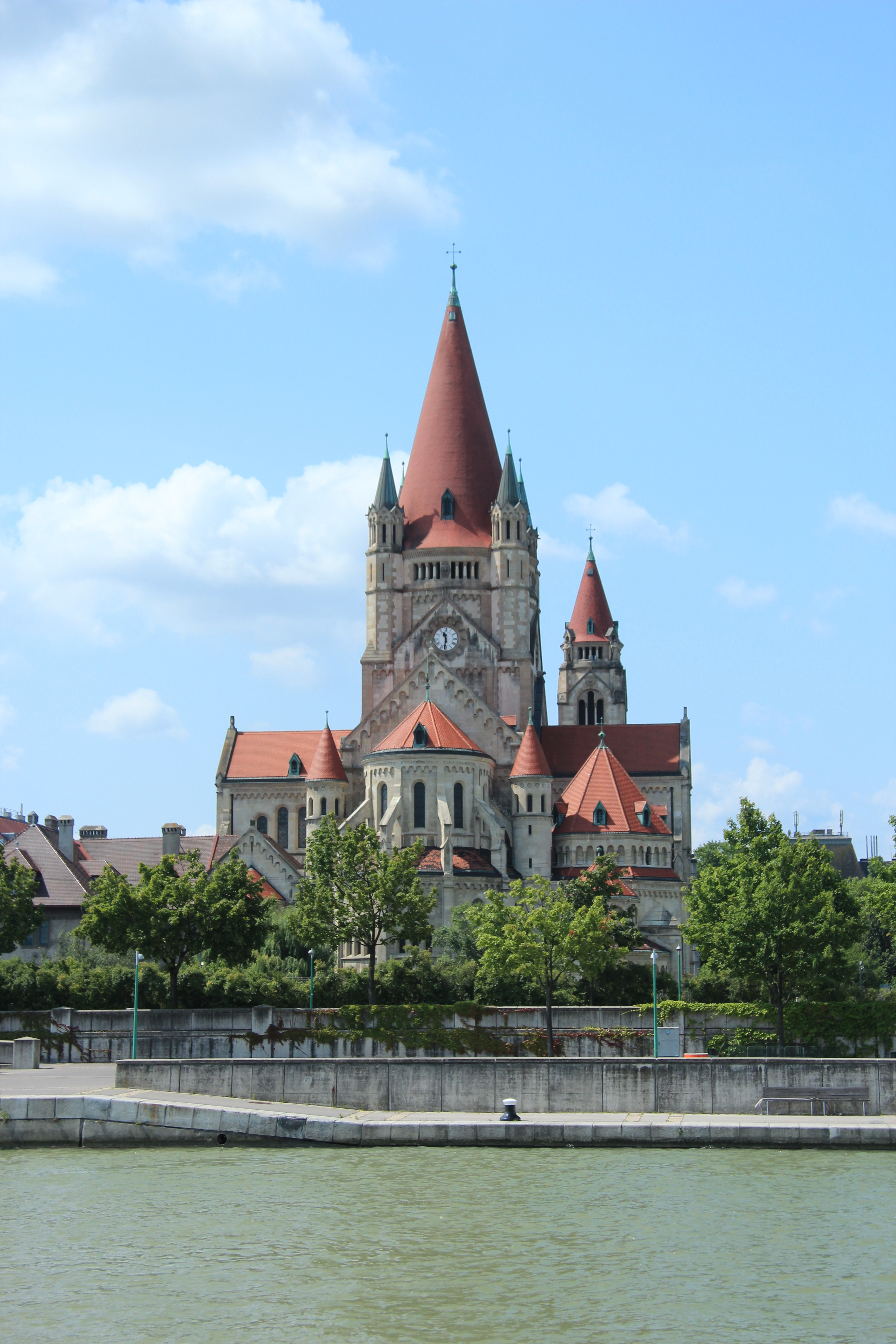
Veduta della chiesa dal Danubio
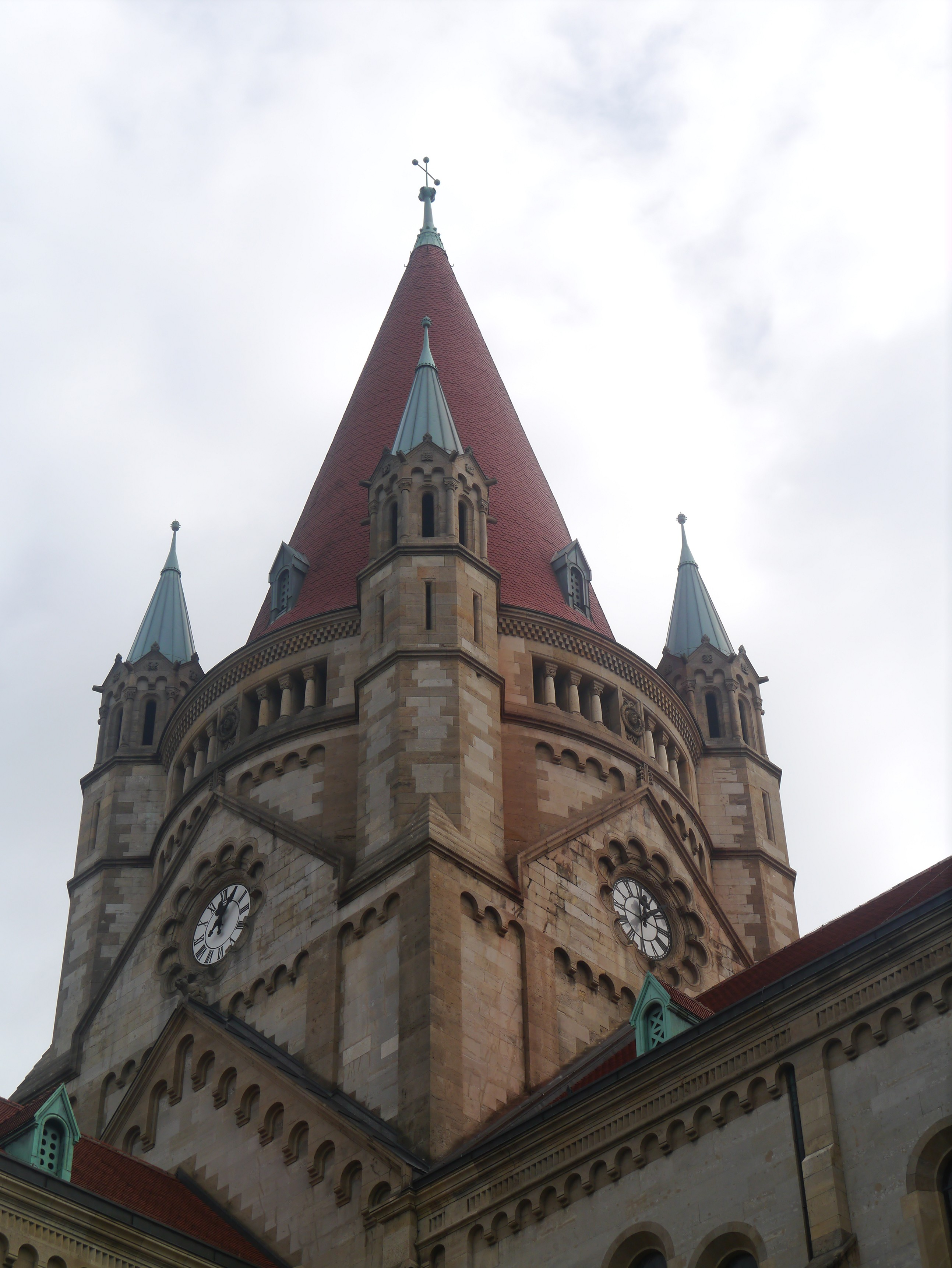
Particolare della torre principale
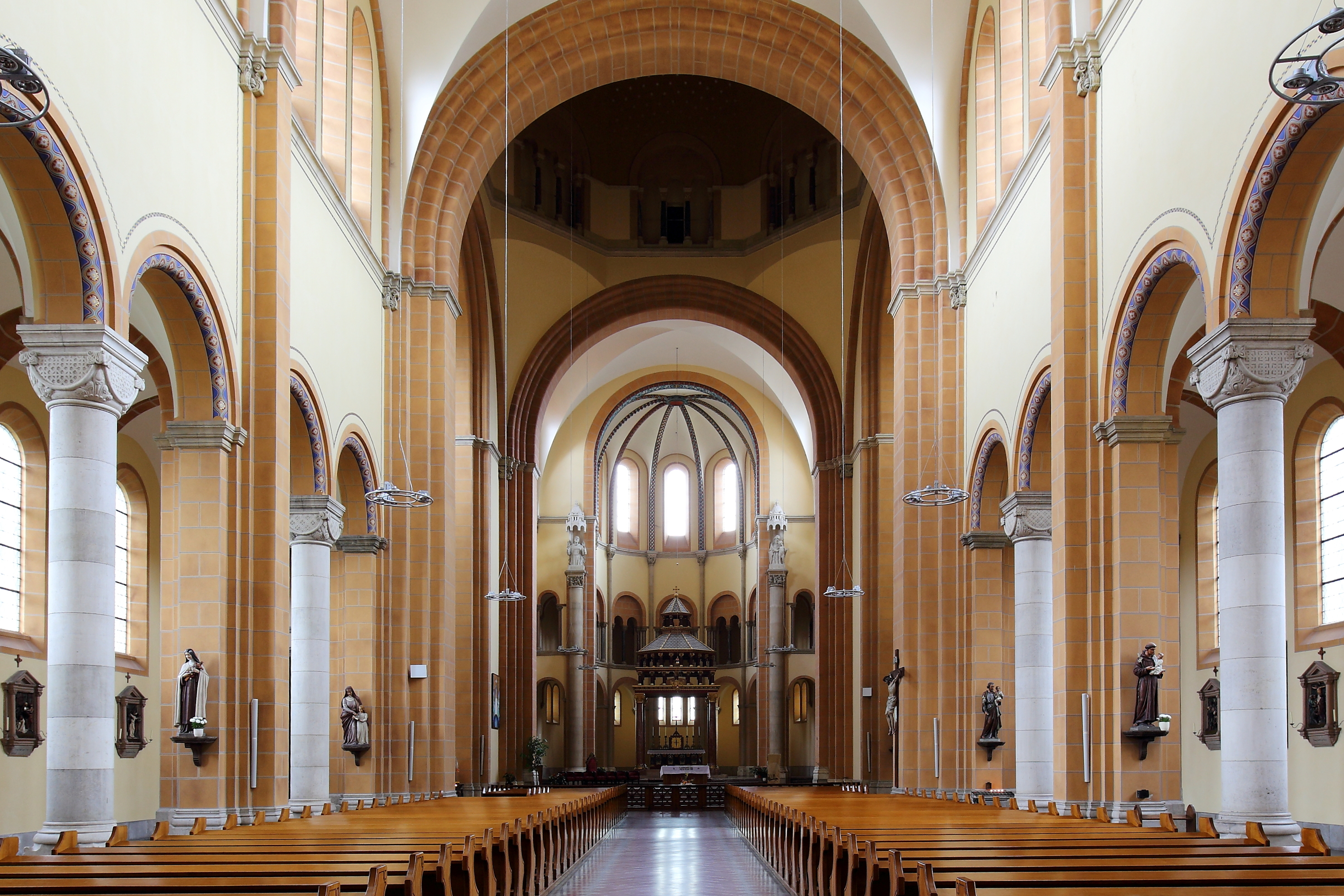
L'interno della chiesa
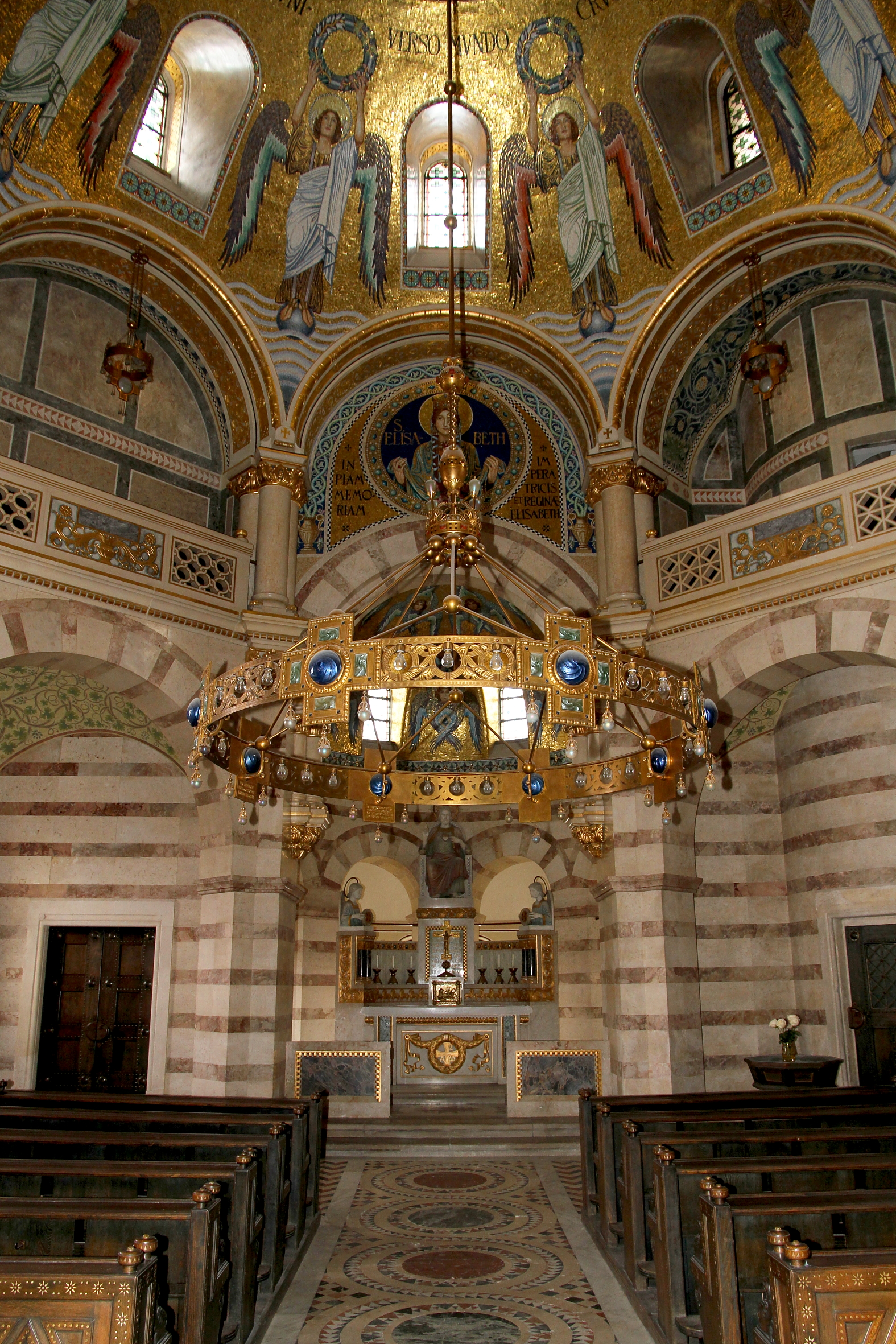
La cappella di Elisabetta
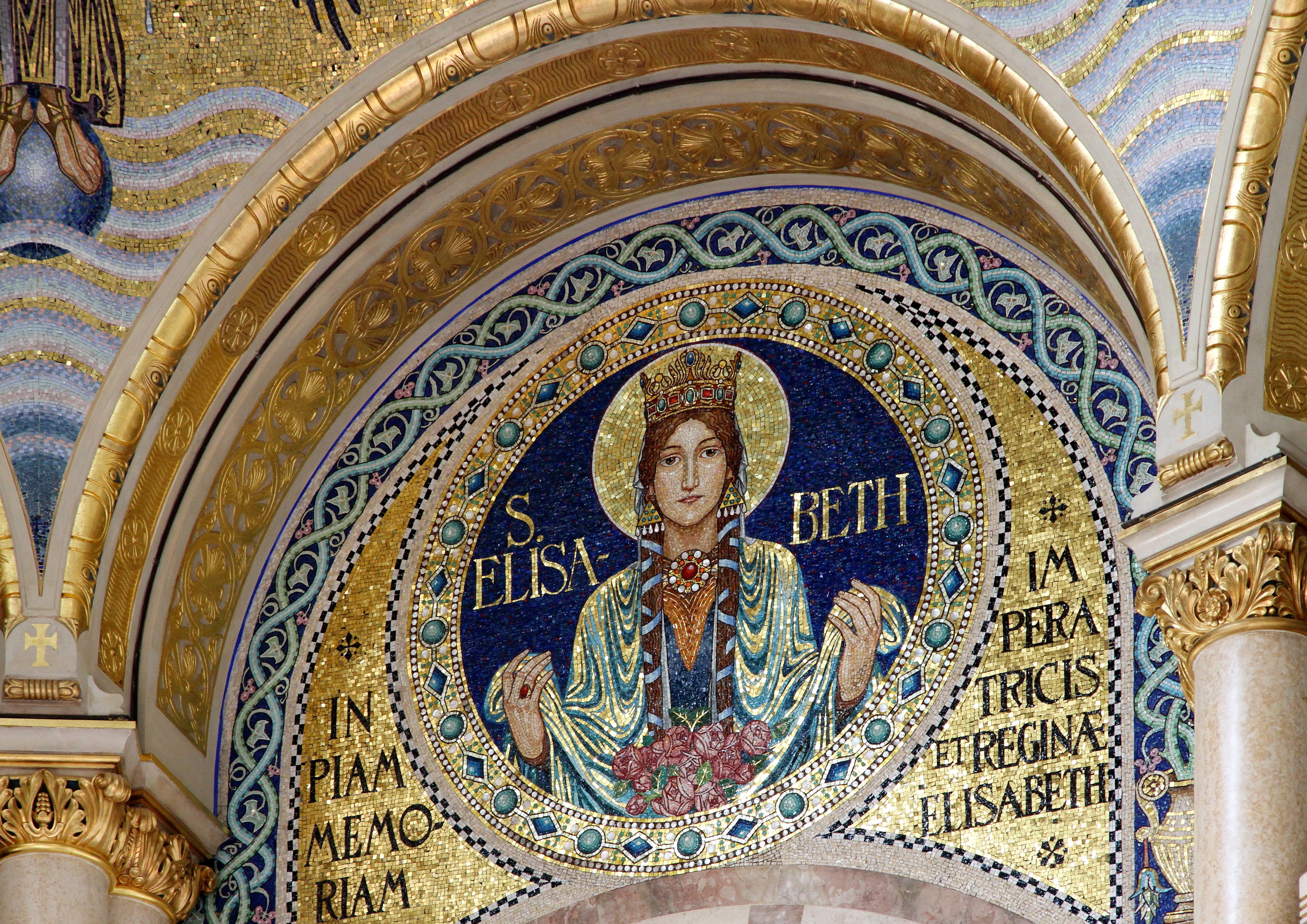
Il mosaico dedicato a Elisabetta d'Ungheria
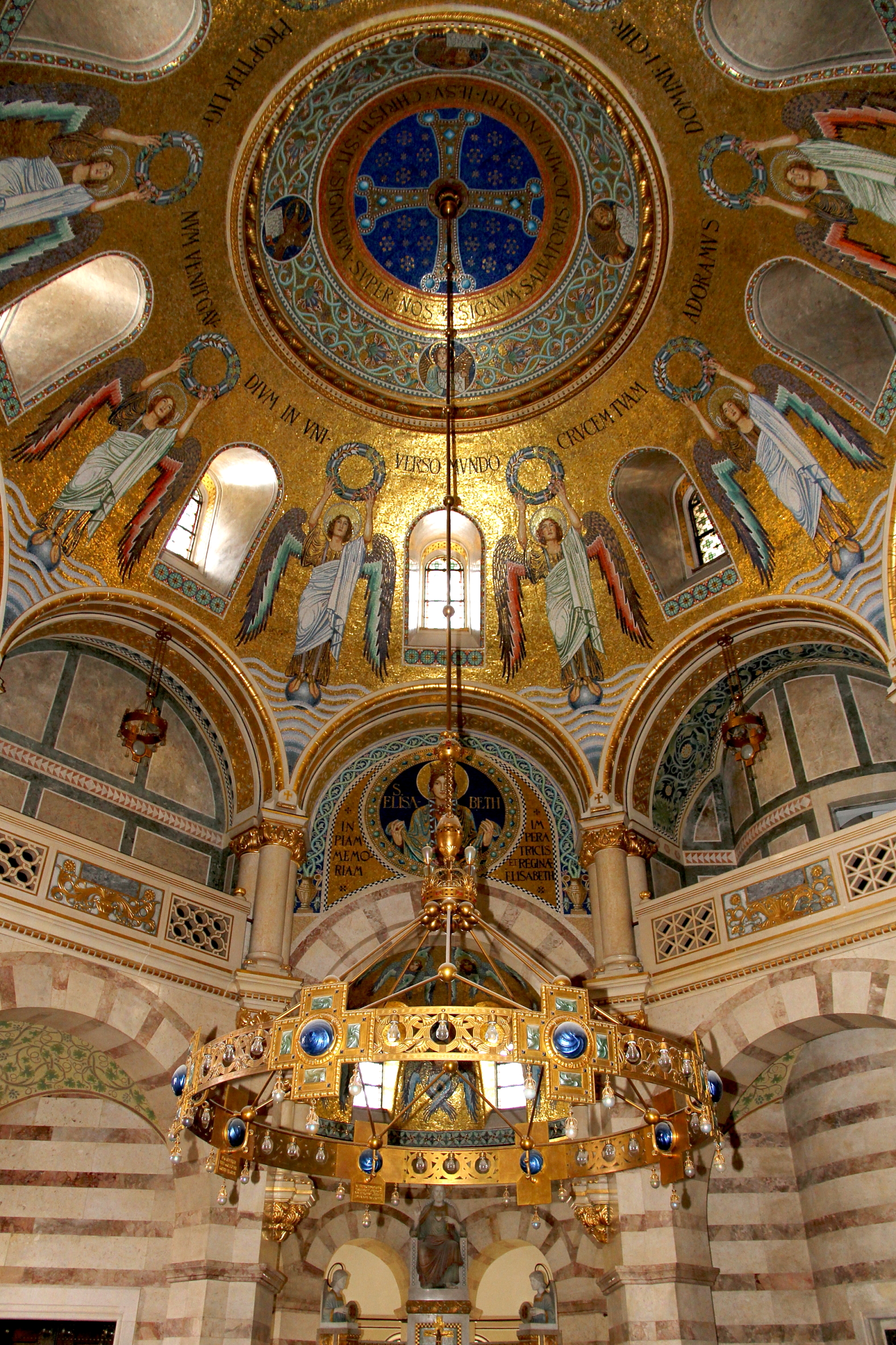
La volta della cappella